# Pailly (Suíça)
Pailly é uma comuna da Suíça, situada no distrito de Gros-de-Vaud, no cantão de Vaud. Tem 5,77 km² de área e sua população em 2018 foi estimada em 560 habitantes.